# Torpet Johannesdal
Johannesdal är ett torp vid södra sidan om sjön Västra Styran i Sorunda socken, Nynäshamns kommun, Stockholms län. Johannesdal var författaren Moa Martinsons hem och skrivstuga fram till hennes död 1964. Även hennes man i andra äktenskapet, Harry Martinson, utvecklade sitt författarskap där. Torpet är renoverat och öppet för allmänheten under visningar på sommarhalvåret.

## Historik

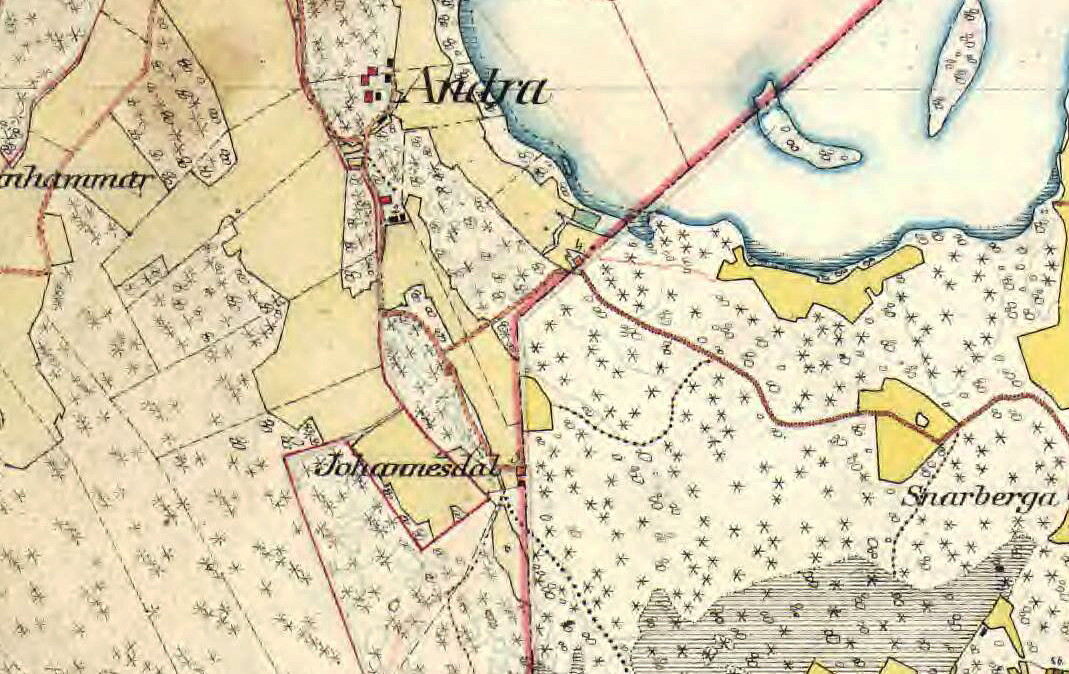
Johannesdal omkring år 1900.

Marken om 1/36 mantal till fastigheten avstyckades 1879 från Andra nr. 1 som låg under egendomen Sjövik och var då obebyggd. Ägaren blev arbetskarlen Johan Petter Johansson som kallade stället Johannesdal. 1914 flyttade han till ålderdomshemmet och sålde torpet till Sorunda församling. Därefter hyrdes Johannesdal av hans son Karl Johan Leonard Johansson (1881–1928).
År 1910, när Moa Martinson väntade sin äldste son Olof, flyttade hon till Karl Johansson på torpet Johannesdal. Där födde hon på fem år ytterligare fyra söner utom äktenskapet; först 1923 gifte sig paret. 1928 tog maken livet av sig och året därpå gifte hon sig med Harry Martinson som flyttade in i torpet. Här fick hon inspiration att skriva sina böcker. Under 1930-talet, när också Harry Martinson utvecklade sitt författarskap där, blev torpet en omtyckt mötesplats för tidens unga författare. 1936 köptes mera mark och stugan byggdes till mot öster samt moderniserades.
Makarna Martinson separerade 1939 och de sista åren av sitt liv bodde Moa Martinson tillsammans med äldste son, som avled 1974. Idag ägs torpet av en släkting till Moa Martinson. Torpet står kvar i det skick, komplett med inredning, som Moa Martinson lämnade det vid sin död 1964. I sovrummet och gamla köket står vackra vita stolar, som hon köpte på en auktion i Sorunda socken. De är tillverkade av en bysnickare i bygden. År 2017 renoverades torpet på initiativ av Sällskapet Moas Vänner och med ekonomisk hjälp av EU. Under sommarhalvåret organiserar Sällskapet även utflykter till Johannesdal med guidad visning av stugan.

## Bilder

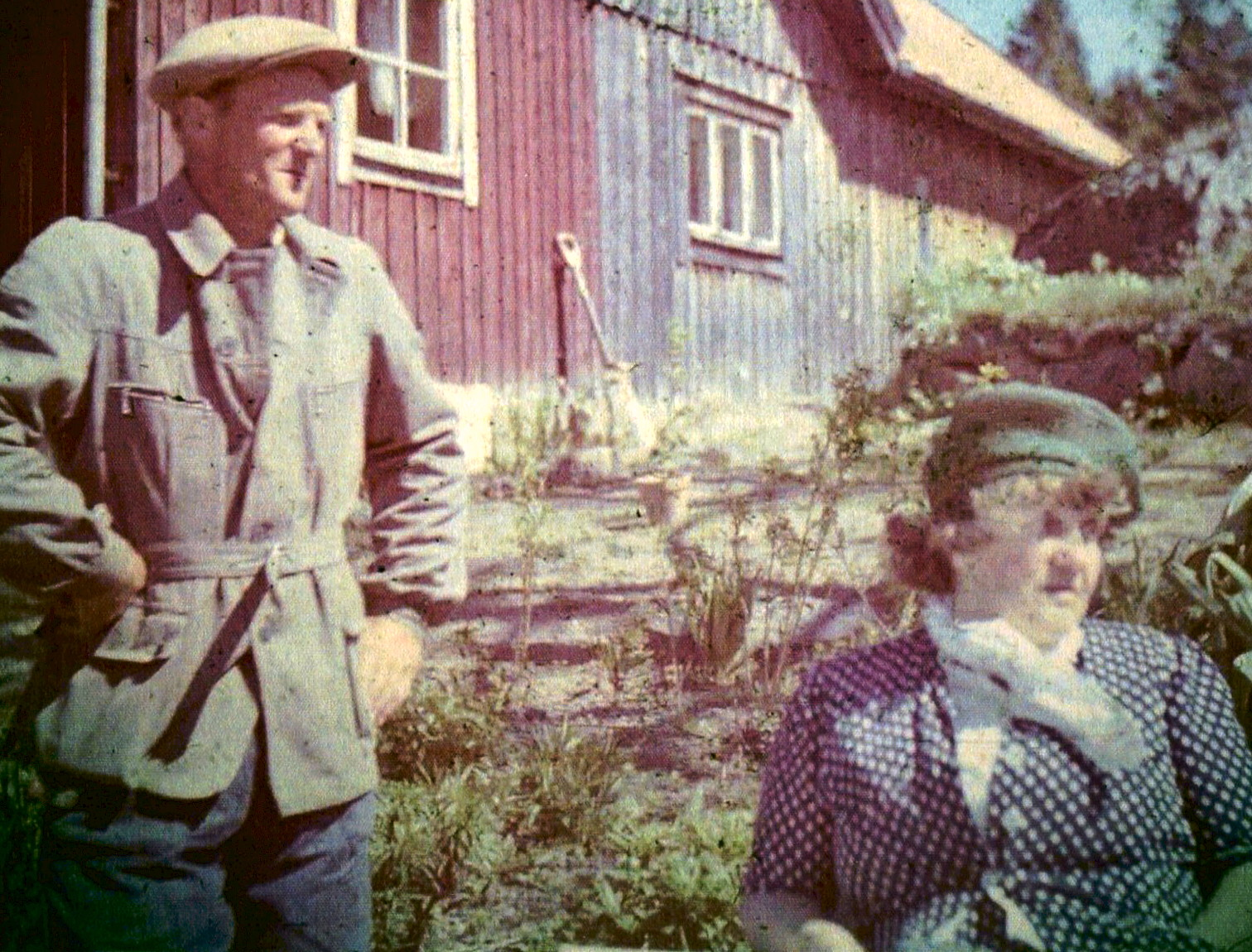
Moa Martinson och sonen Olle utanför torpet 1948.
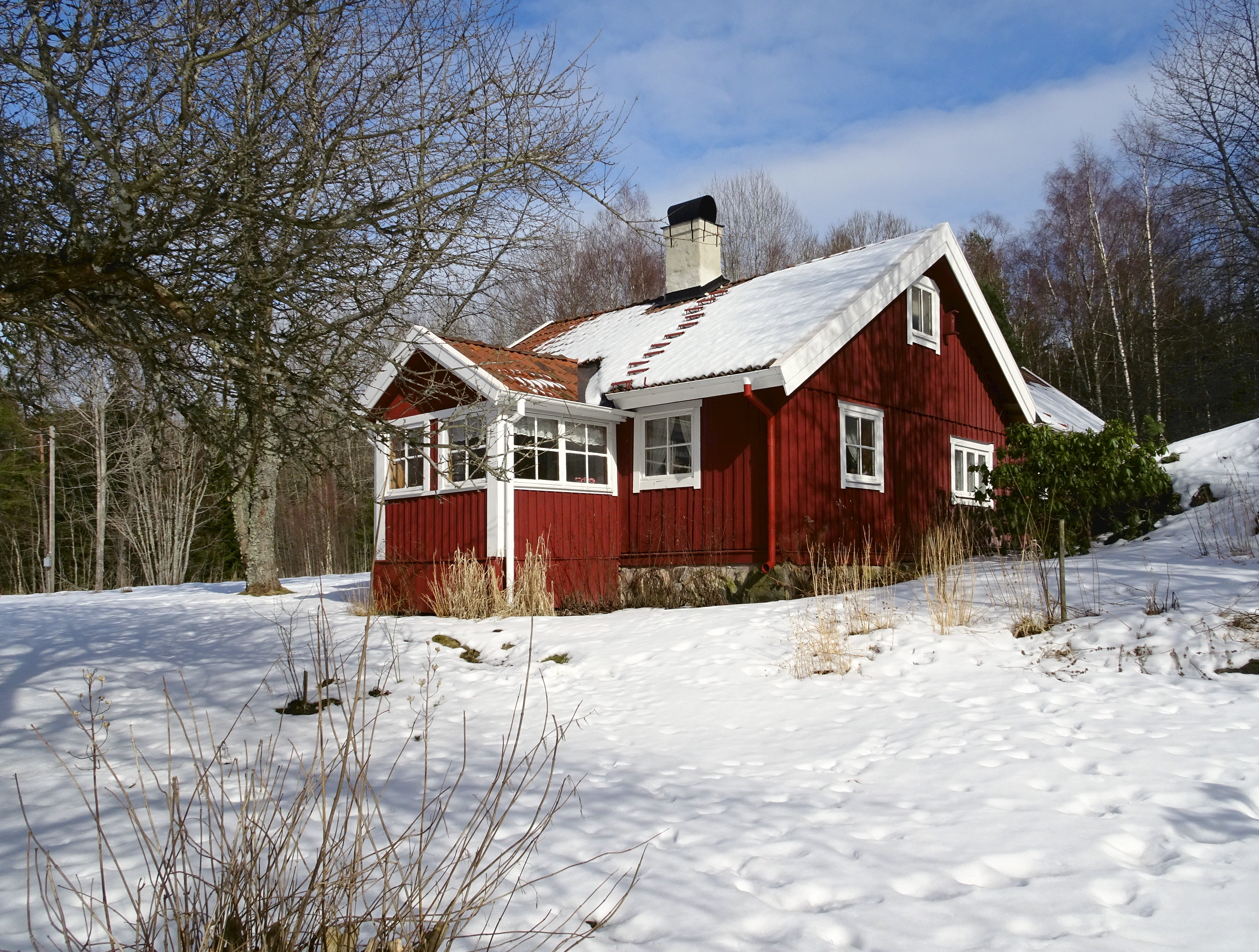
Den ursprungliga torpstugan från 1880-talet i mars 2018.
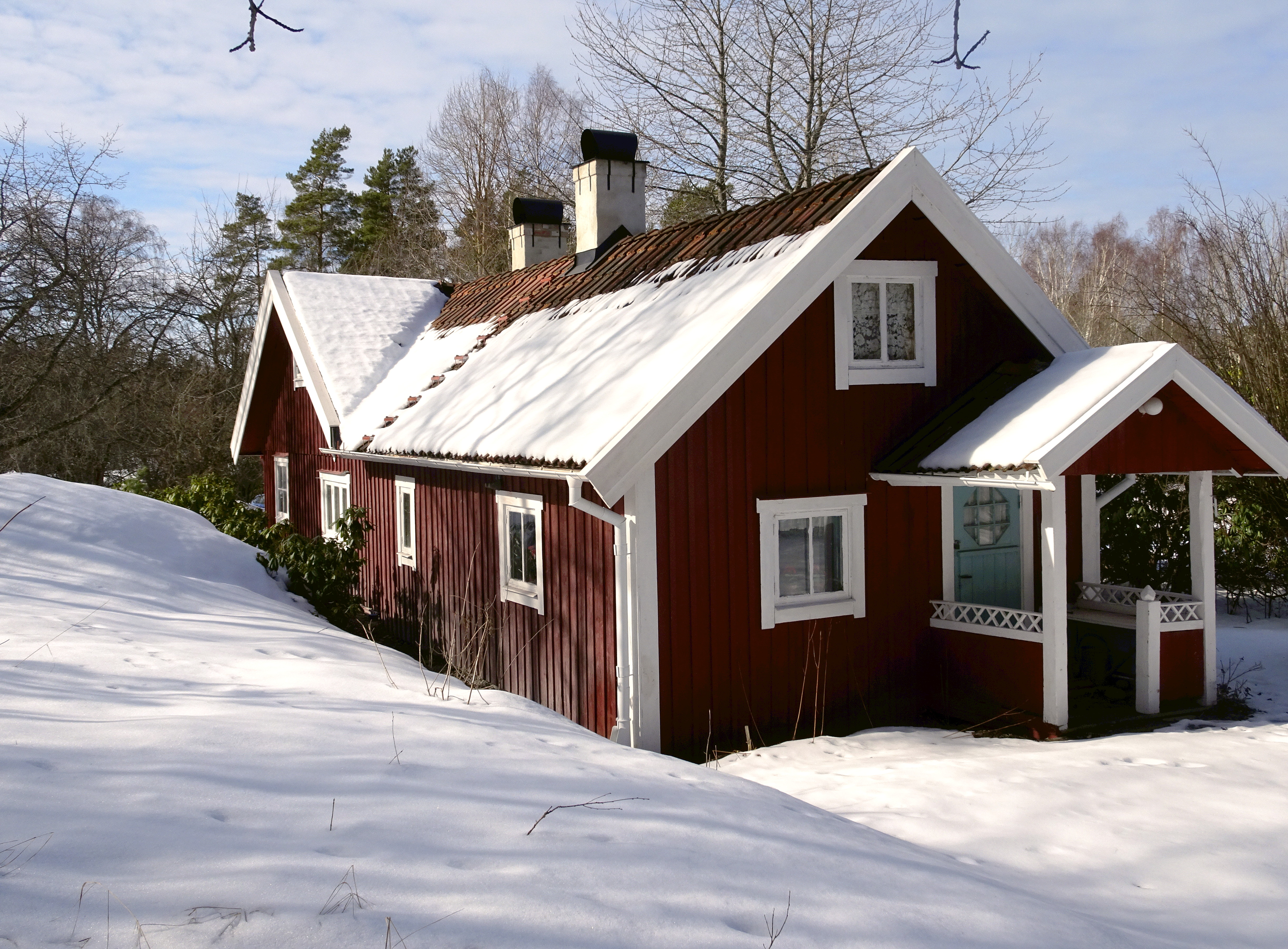
Tillbyggnaden från 1936 i mars 2018.
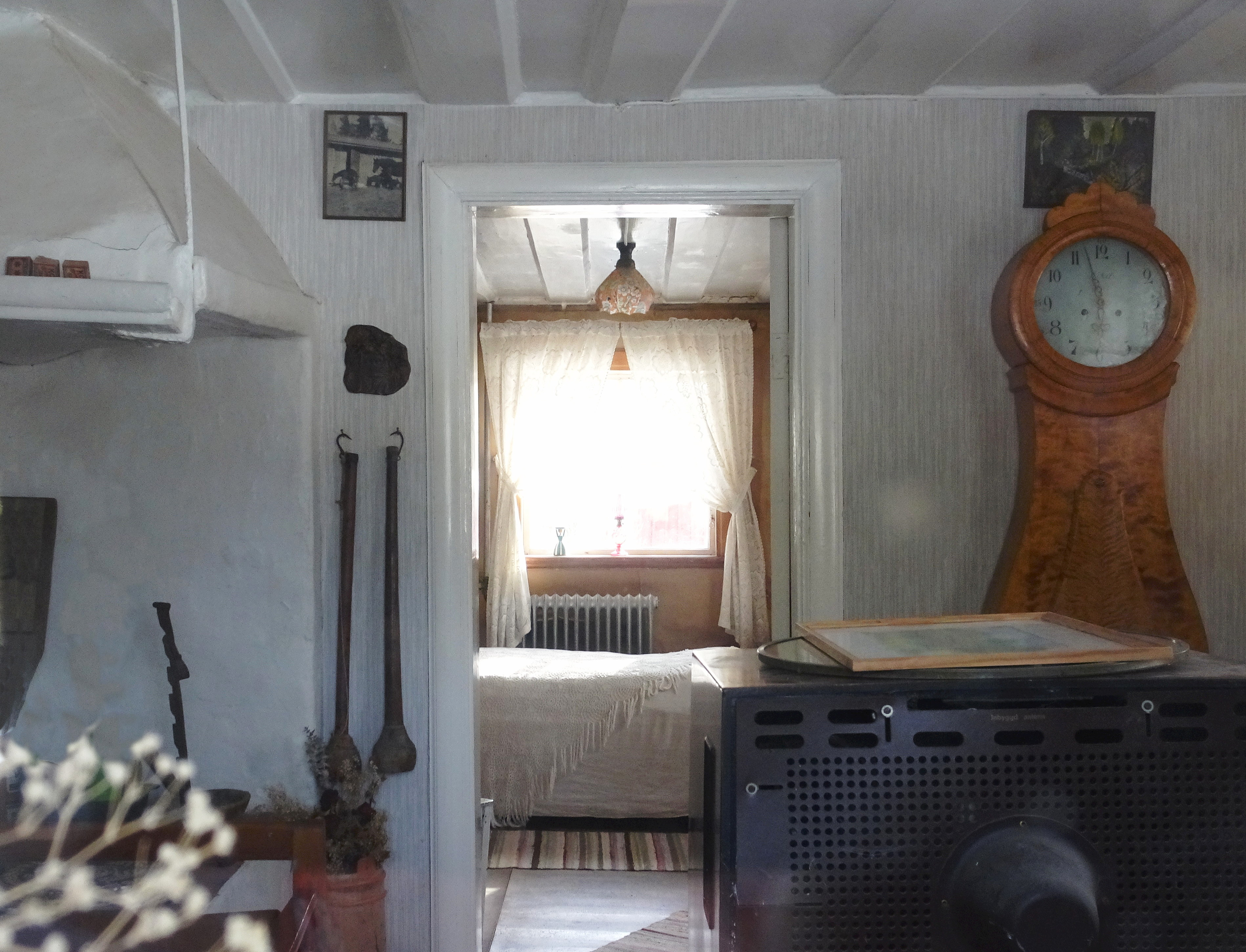
Köket med vy in i sovrummet.